# Alan Barnes

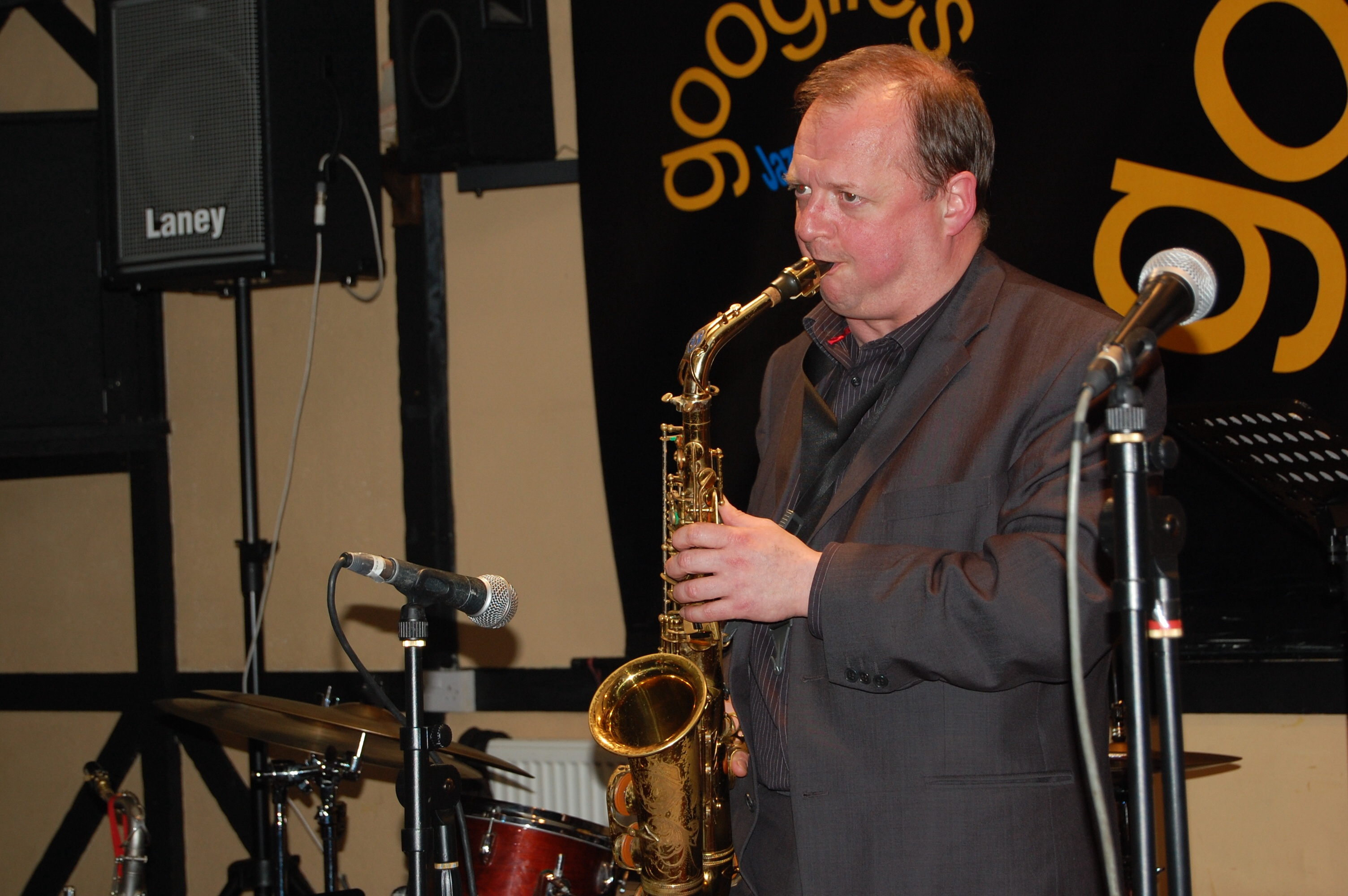
Alan Barnes, 2008

Alan Barnes (* 23. Juli 1959 in Altrincham, England) ist ein britischer Jazz-Musiker (Altsaxophon, Baritonsaxophon, Klarinette).

## Leben und Wirken
Alan Barnes studierte von 1977 bis 1980 am Leeds College of Music, wo er Saxophon, Holzblasinstrumente und Arrangement studierte. Nach Beendigung seiner Studien zog er nach London, wo er mit dem Midnight Follies Orchestra spielte. 1981 gehörte er dem Pasadena Roof Orchestra an, tourte durch Europa und blieb bis 1983 in der Formation, als er zur Hardbop-Band von Tommy Chase wechselte, in der er landesweit bekannt wurde. 1984 verließ er Chase, um Co-Leader von The Jazz Renegades zu werden, mit der er vier Alben einspielte.
Als Co-Leader nahm Alan Barnes 1985 mit Tommy Whittle das Album Straight Eight auf; gefolgt von dem mit eigenem Quartett eingespielten Affiliation mit dem Pianisten David Newton, mit dem er gemeinsam am Leeds College of Music studiert hatte. 1988 löste er Bruce Turner in der Band von Humphrey Lyttelton ab, wo er bis 1992 blieb. Zwischen 1987 und 1997 arbeitete er zudem mit seinem Pizza Express Modern Jazz Sextet mit Gerard Presencer und Dave O’Higgins. Nachdem er die Lyttelton-Band verlassen hatte, arbeitete Barnes vorwiegend als freischaffender Musiker; 1993 spielte er mit Newton das Duoalbum Like Minds ein. In den 1990er Jahren leitete er mit dem Trompeter Bruce Adams ein Quintett, das zwei Alben, Side-Stepping und Lets Face the Music, aufnahm.
Zwischen 1997 und 1999 arbeitete u. a. mit dem Pianisten Brian Lemon, Warren Vaché, Ken Peplowski, Tony Coe, Roy Williams und seinem eigenen Oktett und Nonett; trat bei Clark Traceys Tribute to Art Blakey auf und wirkte an David Newton/Clark Traceys Album Bootleg Eric mit.
1999 tourte er mit Bryan Ferrys Band durch die USA und Europa (As Time Goes By); 2000 kehrte er erneut in die Staaten zurück, um in Warren Vachés elfköpfiger Band auf Tournee zu gehen, für die er auch die meisten Arrangements geschrieben hatte. Dann wirkte er in der Band von Don Weller mit; deren Live-Album, ein Tribut an Cannonball Adderley, gewann 2001 die British Jazz Awards. Im selben Jahr erhielt Alan Barnes den BBC Jazz Instrumentalist of the Year Award. Ende des Jahres trat er dann als Baritonsaxophonist in Charlie Watts Tentett u. a. in Tokio und im New Yorker Blue Note (Club) auf; danach ging er als Solist auf eine Südafrika-Tournee. Um 2010 arbeitet er in seinem Trio Liquorice Stick Allsorts mit Paul Clarvis und Jim Hart.
Alan Barnes war Mitglied der BBC Big Band und des BBC Radio Orchestra; er arbeitete mit den Big Bands von Dick Walter, Kenny Baker, Bob Wilber, Stan Tracey und Mike Westbrook, ferner mit dem Gary Potter Quartett, dem Tina May Trio mit Nikki Iles, dem Quintett von Bill Le Sage und Spike Robinsons Formation Tenor Madness. Alan Barnes arbeitete außerdem als Sessionmusiker für Selina Jones, Björk (Post), Van Morrison (Avalon Sunset, 1989), Bryan Ferry und zahlreiche Film und Fernseh-Soundtracks und Jingles, wie die Biermarke Carlsberg, in dessen Spot er als Solo-Baritonsaxophonist zu hören ist.

## Auszeichnungen
Alan Barnes erhielt 2001 und 2006 den BBC Jazz Awards als bester Instrumentalist.

## Diskographische Hinweise
- Here Comes Trouble (Fret, 1996)
- Yesterdays (Zephyr, 1996)
- Tony Coe & Alan Barnes: Days of Wine and Roses (1998)
- Summertime (Concord, 2000) mit James Newton
- Manhattan (Concord, 2000) mit J. Newton, Conte Candoli
- The Pollwinners Playing Girl Talk – Alan Barnes Octet (Zephyr, 2000)
- Swingin' the samba (Woodville, 2002)
- Zootcase – Alan Barnes & Scott Hamilton with the David Newton Trio (Woodville, 2006)
- Alan Barnes, David Newton: ‘Tis Autumn (Woodville Records, 2024)